# Herla (re)
Herla o Re Herla (in antico inglese Herla Cyning) è un leader leggendario della mitica caccia selvaggia germanica e rappresenta il nome da cui potrebbe derivare l'antico termine francese Herlequin (Arlecchino). Herla spesso è stato identificato come Odino e negli scritti dell'autore del XII secolo Walter Map, egli è raffigurato come un leggendario re dei Britanni che divenne il leader della Caccia Selvaggia, dopo una visita all'Altromondo, solo per tornare circa trecento anni dopo, dopo l'insediamento anglosassone della Gran Bretagna.
Il racconto di Map è scritto in due versioni nel suo De nugis curialium. Il primo e più lungo resoconto, che si trova nella sezione 1.12, fornisce molti più dettagli; racconta dell'incontro di Herla con un essere ultraterreno, del suo viaggio nella patria di quest'ultimo, della sua trasformazione in capo della Caccia dopo il suo ritorno nel regno umano e, infine, della scomparsa di Herla e della sua banda durante il primo anno del regno di Enrico II d'Inghilterra. Il secondo resoconto, che si trova nella sezione 4.13, include solo la fine della versione precedente. Herla non è menzionato per nome nel secondo racconto;  Map si riferisce all'intera coorte come "la truppa di Herlethingus" (familia Herlethingi).

## Origini ed etimologia
Re Herla è una modernizzazione della vecchia forma inglese Herla Cyning, una figura che si dice che sia Woden/Odino nella veste di capo della caccia selvaggia germanica e quindi si pensa che il nome sia legato al francese Arlecchino (variante di Herlequin, Hellequin), il capo della caccia selvaggia nell'antica tradizione francese. La stessa figura nel paganesimo germanico fu descritta per prima da Tacito in termini di Harii che combattevano di notte assumendo la forma di un esercito di fantasmi. Anche la successiva tribù germanica degli Eruli è imparentata con Herla.
Inoltre, il re Herla probabilmente è imparentato con il tedesco Erlkönig (più noto dalla ballata di Goethe Der Erlkönig).

## Sinossi della storia di Walter Map
Herla, un re dei britannici, incontra un re nano senza nome con una grande barba rossa e gli zoccoli di capra, che cavalca una capra. Fanno un patto: se quest'ultimo partecipa al matrimonio di Herla, Herla ricamberà esattamente un anno dopo.
Il giorno del matrimonio di Herla, il re nano partecipa con una vasta schiera, portando doni e provviste. I seguaci del re nano si occupano degli invitati al matrimonio in modo così efficiente che i preparativi di Herla rimangono intatti. Il re ultraterreno poi ricorda a Herla la sua promessa e parte.
Un anno dopo, il re nano manda a chiamare Herla, che convoca i suoi compagni e seleziona i regali da portare al matrimonio del re nano. Il gruppo entra in un'apertura in un'alta scogliera, passa attraverso l'oscurità e quindi entra in un regno apparentemente illuminato da lampade.
Dopo che la cerimonia del matrimonio, durata tre giorni nel regno del re nano, è finita, Herla si prepara a partire. Il nano gli dà animali da caccia e altri doni; in particolare, presenta a Herla un piccolo segugio, avvisandolo che nessun uomo dovrebbe smontare da cavallo prima che il cane salti giù.
Dopo che Herla e la sua banda tornano nel regno umano, incontrano un pastore anziano, a cui Herla chiede notizie della sua regina. Il vecchio, stupito, risponde "Riesco a malapena a capire il tuo discorso, perché io sono un sassone e tu sei un inglese". L'anziano pastore descrive una leggenda di un'antichissima regina dei britannici che portava il nome menzionato, la moglie del re Herla, che era scomparsa con un re nano in quella stessa scogliera e non fu mai più vista. Il pastore aggiunge anche che attualmente i sassoni regnano da duecento anni e hanno scacciato i nativi britannici.
Herla, che pensava di essere stato via per soli tre giorni, è così stupito che a malapena potrebbe rimanere in sella. Alcuni dei suoi uomini saltano giù dai loro cavalli, solo per sbriciolarsi rapidamente nella polvere. Herla avverte i suoi compagni rimasti di non smontare fino a quando il cane non scenderà, ma il cane, dice Map ironicamente, non si è mai più posato, e Herla e il suo ospite sono diventati eterni vagabondi.
Map sottolinea, tuttavia, che alcuni sostengono che la banda di Herla sia precipitata nel fiume Wye durante il primo anno del regno di Re Enrico II (l'anno 1154), e da allora non è più stata vista.

## Morale
Questa storia popolare dovrebbe illustrare l'inganno delle razze più anziane, come i nani. Per gli uomini ignoranti, i loro regni in miniatura nascondevano pericoli che potevano persino mettere in ginocchio persino un re.
È anche un esempio della diffusa convinzione che il tempo nei regni degli elfi trascorreva più lentamente di quello sulla Terra.

## Letteratura comparata
La storia ha forti somiglianze con il racconto gallese di Preiddeu Annwn e il Primo Ramo del Mabinogi a cui potrebbe essere collegato, con Herla sostituito da Pwyll.

## Nella cultura di massa
La leggenda di re Herla figura in modo prominente nel romanzo storico-fantasy Mortal Love (2004) di Elizabeth Hand.